# Metrarabdotos cookae
Metrarabdotos cookae är en mossdjursart som beskrevs av Cheetham 1968. Metrarabdotos cookae ingår i släktet Metrarabdotos och familjen Metrarabdotosidae. Inga underarter finns listade i Catalogue of Life.